# Roland Moreno
Roland Moreno (el Caire, Egipte, 11 de juny de 1945 - París, 29 d'abril de 2012) fou un inventor francès que va dissenyar l'any 1974 un objecte portable que incloïa un microxip com a mitjà de pagament o d'identificació.
Aquest invent, i les patents que va dipositar, van donar lloc a la creació de les targetes intel·ligents, utilitzades no només com a targetes de crèdit sinó en un gran nombre d'aplicacions. Aquesta tecnologia ha evolucionat fins a realitzacions com la targeta Navigo sense contacte, que s'usa per a circular en el metro de París.
El 2009 Roland Moreno fou nomenat cavaller de la Legió d'Honor.